# Meridarchis ensifera
Meridarchis ensifera är en fjärilsart som beskrevs av Diakonoff 1950. Meridarchis ensifera ingår i släktet Meridarchis, och familjen Carposinidae. Inga underarter finns listade i Catalogue of Life.